# Grylloderes congolensis
Grylloderes congolensis är en insektsart som först beskrevs av Andrej Vasiljevitj Gorochov 1984.  Grylloderes congolensis ingår i släktet Grylloderes och familjen syrsor. Inga underarter finns listade i Catalogue of Life.